# Tidens Tegn
Tidens Tegn (Zeichen der Zeit) war eine 1910 bis 1941 in Kristiania (Oslo) erscheinende Tageszeitung und von Beginn an bis fast zu ihrer letzten Ausgabe die zweitgrößte Norwegens. Sie wurde von Ola Thommessen gegründet, als dieser als Herausgeber von Verdens Gang mit dem Zeitungseigentümer über die Gestaltung des Blattes in Konflikt geriet. Tidens Tegn galt als Hauptorgan der Frisinnede Venstre, der konservativen Abspaltung der liberalen Venstre-Partei, bewegte sich aber allmählich nach rechts und vertrat ab den 1930er-Jahren rechtsradikale Ansichten.
Andererseits war sie eine der „umfangreichsten Tageszeitungen des Landes, die ihrem literarischen und künstlerischen Teil viel Aufmerksamkeit widmet.“ (1927) Die besten Literaturkritiker des Landes (Edelfedern) schrieben für Tidens Tegn und es war allgemein bekannt, dass sie dafür die höchsten Honorare in der norwegischen Presse erhielten.
Rolf Thommessen, der Sohn des Zeitungsgründers und sein Nachfolger als Chefredakteur, ruinierte die Zeitung durch kaufmännische Fehler und den eingeschlagenen nationalistischen und deutschfreundlichen Kurs, der von den Abonnenten und Anzeigenkunden nicht gutgeheißen wurde. 1945 wurden das Eigentum und die Rechte der Zeitung von der neugegründeten Verdens Gang übernommen.

## Gründung
Ola Thommessen, der als Herausgeber der Verdens Gang diese „zu einer der führenden Zeitungen des Landes gemacht“ hatte, geriet in Konflikt mit dem Hauptaktionär Olaf Madsen, der einen bestimmten prozentuellen Anteil an Werbung in der Zeitung nicht unterschritten haben wollte. Thommessen betrachtete dies als Eingriff in seine redaktionelle Freiheit und verließ die Zeitung zusammen mit dem Großteil der Redakteure. Er „brachte auch sein großes soziales, politisches und kulturelles Netzwerk aus seiner Zeit bei Verdens Gang in Tidens Tegn ein, was dazu beitrug, dass die Zeitung bereits am 1. Mai 1910 und fast bis zu ihrer letzten Ausgabe im Jahr 1941 die zweitgrößte Norwegens wurde.“ (Nach Aftenposten).
Thommessen unterstützte das rechtsliberale Programm der Frisinnede Venstre; seine Zeitung betonte die Entscheidungsfreiheit des Individuums und lehnte staatliche Bevormundung ab. Die Nynorsk-Bewegung wurde als Bedrohung der traditionellen Sprache Riksmål betrachtet und verworfen. Der durch die Arbeiderpartiet vertretene Sozialismus wurde abgelehnt und in Konsequenz die 1925 gegründete konservative Fedrelandslaget (Vaterlandsliga) unterstützt.
Eine Folge des „wohl öffentlichkeitswirksamsten Konflikt Norwegens zwischen einem Herausgeber und einem Eigentümer“ war im Oktober 1910 die Gründung des Norsk Presseforbund (Norwegischer Presseverband), in dem sich (unter anderem) Journalisten und Redakteure zur Wahrung der Unabhängigkeit der norwegischen Medien zusammenschlossen.

## Führende Kulturzeitung

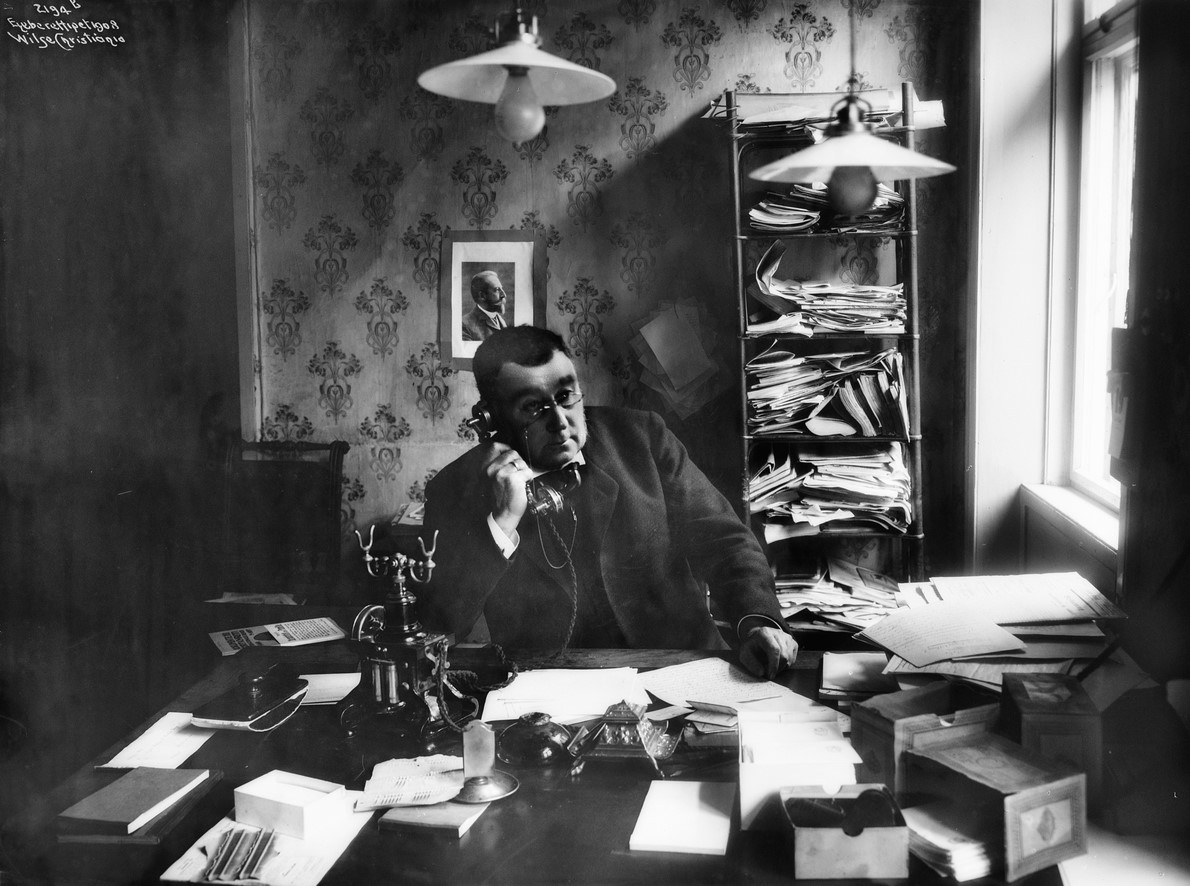
Ola Thommessen, Gründer und erster Chefredakteur von Tidens Tegn, 1908

1917 übernahm Rolf Thommessen, selbst Kunsthistoriker, die Leitung der Zeitung und führte sie „an die Spitze und dann in den Abgrund“. Tidens Tegn wurde „zu einer führenden Kulturorganisation mit Autoren wie Chr. Krohg, Nils Kjær, Sven Elvestad, Carl Nærup, Ronald Fangen, Sigurd Bødtker und anderen“, die für ihre Beiträge äußerst großzügig honoriert wurden. „Tidens Tegn war die Zeitung, die in aller Munde war, mit den goldenen Stiften und den führenden Namen des Landes, mit den gewagtesten Nachrichten und den aufmerksamsten Kulturseiten.“
Auch materiell wurde expandiert. Am 3. Februar 1923 erschien die letzte Ausgabe von Verdens Gang; danach wurde die 1868 gegründete Zeitung eingestellt und deren Eigentum und Rechte von Tidens Tegn übernommen. 1924 wurde das Ørebladet erworben und ab dem 24. November bis ins Jahr 1932 unter dem Namen Oslo Aftenavis als Abendausgabe von Tidens Tegn weitergeführt. Mehrere Jahre erschien auch Film og radio als Samstagsbeilage.

## Verfall
Rolf Thommessens politische Ambitionen in der Frisinnede Venstre (Stortingabgeordneter 1928–1930, Parteivorsitzender 1933–1936, Zusammenarbeit mit der faschistischen Nasjonal Samling) erwiesen sich als schädlich für seine Zeitung, zum Teil dadurch, dass seine politische Parteinahme die Leser und Anzeigenkunden befremdete, zum Teil auch durch die Vernachlässigung der Geschäftsführung. „Das Schlimmste war, dass er die ursprünglich offene Zeitung nach und nach auf ein Abstellgleis in Bezug auf die öffentliche Meinung führte und rechtsradikalen Ideen immer mehr Platz einräumte.“
Das Fedrelandslaget bewegte sich ebenfalls nach ganz rechts und 1938 erwarben Angehörige dieser Bewegung Rolf Thommessens Anteile an der Zeitung. Joakim Lehmkuhl, der Anführer des Laget, wurde Vorsitzender des Verwaltungsrats, Jonas Schanche Jonasen Chefredakteur. Im Herbst 1940 schloss die deutsche Besatzungsmacht für zwei Monate die Zeitung, danach übernahm Ranik Halle die Redaktion und Bredo Grimsgaard den Verwaltungsratsvorsitz.
Die Leitartikel von Tidens Tegn aus dem Jahre 1940 forderten zur Unterwerfung unter die Besatzungsmacht auf, verurteilten die Exilregierung in London und bezeichneten König Haakon VII. als „Ex-König“. Die Auflagenzahl der Zeitung war im freien Fall. „Die finanzielle Lage der Zeitung war nun so schlecht, dass die Eigentümer am 5. April 1941 beschlossen, das Blatt zu schließen.“

## Nachspiele

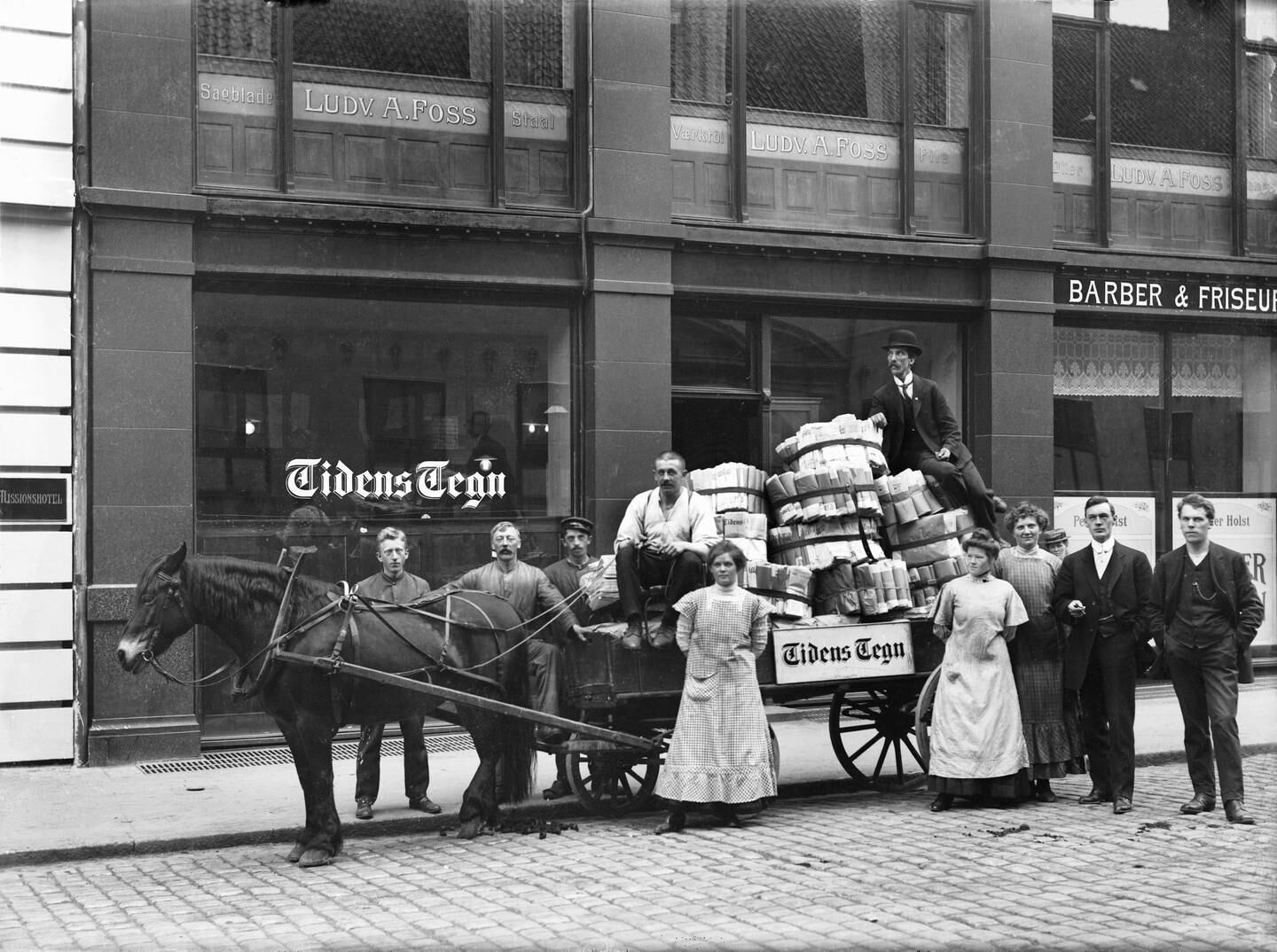
Zeitungsstand vor dem Gebäude von Tidens Tegn in der Rådhusgata 20, circa 1915

Kurz nach dem Untergang der Tidens Tegn, im September 1941, erschien ihr Name erneut als Titel einer illegalen Zeitung. „Auf dem Impressum der Zeitung stand, dass es sich um das 32. Jahr der Zeitung handelte und dass der Gründer O. Thommesen war, obwohl dies ein deutlicher Bruch mit dem Weg war, den Tidens Tegn in den letzten Jahren eingeschlagen hatte.“ Betrieben wurde die illegale Tidens Tegn von Fredrik Ramm, Konrad Magus Holm, Inger Holm und Bernhard Aagaard nur einige Monate lang.
Nach der Befreiung 1945 wurden das Gebäude, die Verlagsrechte und die Druckerei der Tidens Tegn von der neugegründeten Zeitung Verdens Gang übernommen – ein Vorgang, spiegelbildlich zu jenem von 1923.
2008 verfasste Henrik P. Thommessen, der Enkel von Rolf Thommessen, seine Doktorarbeit Fra triumf til tragedie über die Geschichte von Tidens Tegn, die auch ein Teil seiner Familiengeschichte ist. Sein Fazit ist: „Großvater hat nicht auf Ratschläge gehört.“

## Redaktionsgebäude
In den Anfangsjahren befand sich die Redaktion in der Rådhusgata 20. 1931–1932 wurde ein neues Gebäude in der Akersgata 34 errichtet, wodurch das 1930 neu zugeflossene Aktienkapital fast verbraucht wurde. Akersgata 34 wurde 1941 von der Deutschen Zeitung in Norwegen übernommen; 1945 wurde es der erste Redaktionssitz von Verdens Gang.